# Fährverkehr in Berlin

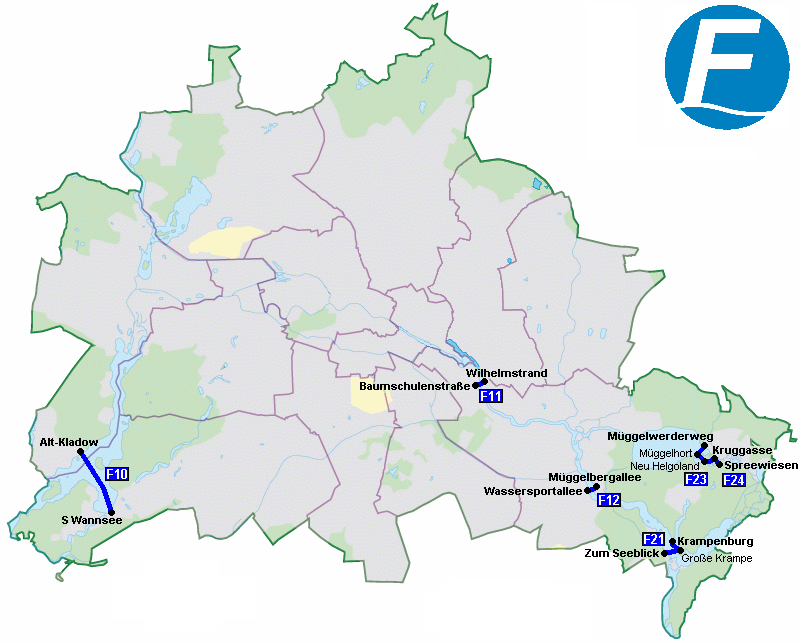
Fährlinien der BVG

Der Fährverkehr in Berlin wird teilweise im Auftrag der Berliner Verkehrsbetriebe (BVG) betrieben und ist in diesen Fällen in das Tarifsystem des Verkehrsverbundes Berlin-Brandenburg (VBB) integriert. Auch die Freifahrt für Schwerbehinderte ist auf den BVG-Linien möglich. Weitere Fährlinien werden privat betrieben.

## Liniennetz der BVG
Es gibt folgende sechs Fährlinien, die mit Schiffen der Stern und Kreisschiffahrt (Linie F10) bzw. der Weißen Flotte Stralsund (restliche Verbindungen) im Auftrag der BVG befahren werden:
| Linie | Route                                                    | Dauer (min) | Takt (min) | Betriebszeit                    | Gewässer               |
| ----- | -------------------------------------------------------- | ----------- | ---------- | ------------------------------- | ---------------------- |
| F10   | S Wannsee – Alt-Kladow                                   | 20          | 60         | ganzjährig                      | Großer Wannsee         |
| F11   | Wilhelmstrand – Baumschulenstraße/Fähre                  | 02          | 10/20      | ganzjährig                      | Spree                  |
| F12   | Müggelbergallee – Wassersportallee                       | 02          | 10/20      | ganzjährig                      | Dahme                  |
| F21   | Krampenburg – Zum Seeblick                               | 07          | 30         | Saisonfähre (Di bis So)         | Langer See             |
| F23   | Müggelwerderweg – Müggelhort – Neu Helgoland – Kruggasse | 25          | 60         | Saisonfähre (Di bis So)         | Müggelsee, Müggelspree |
| F24   | Spreewiesen – Kruggasse                                  | 05          | 60         | Saisonfähre (Sa, So, Feiertage) | Müggelspree            |

### Linie über den Wannsee (F10)

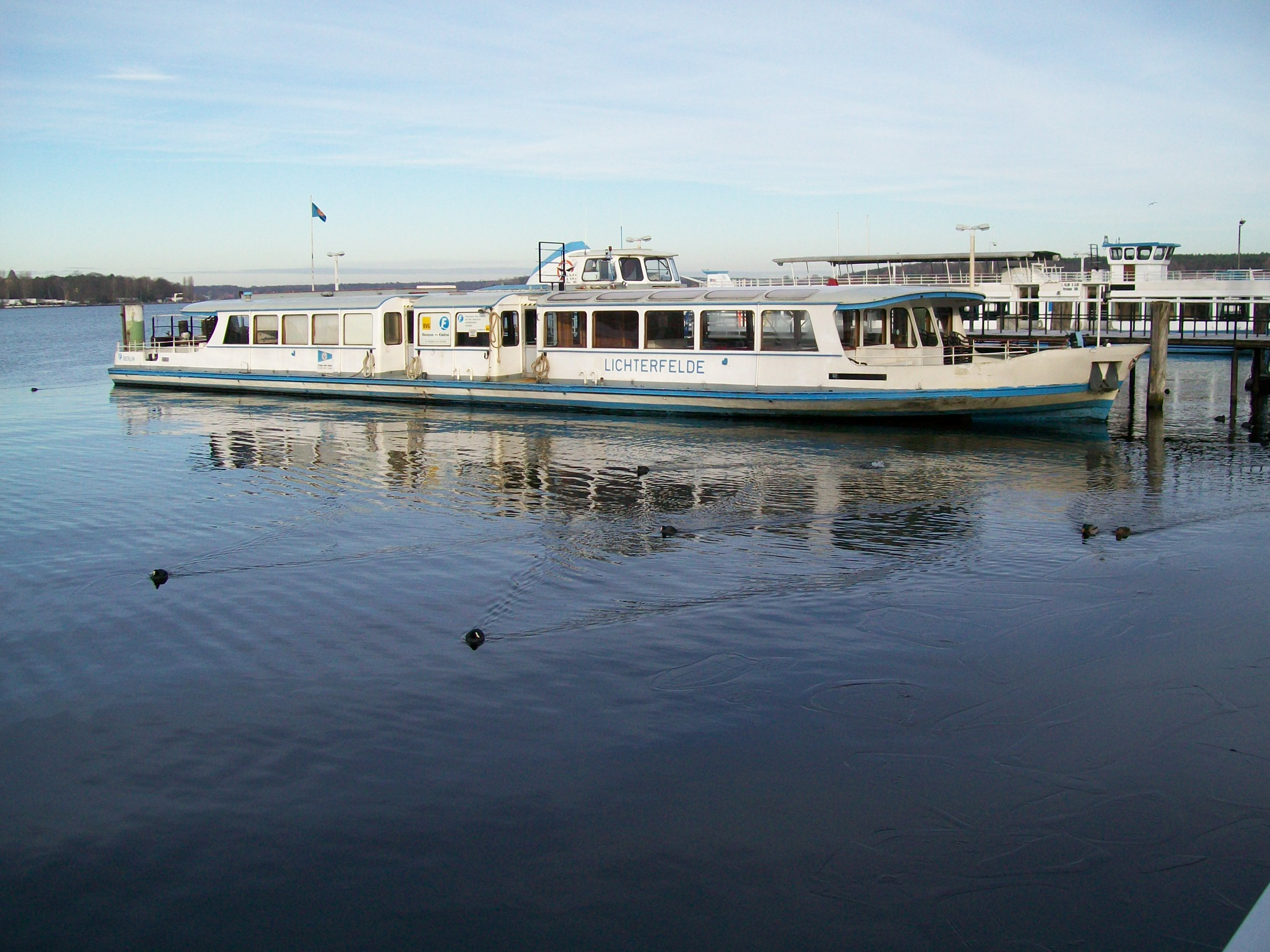
Fahrgastschiff Lichterfelde, ehemals im Einsatz als Personenfähre zwischen Wannsee und Kladow

Die Fährlinie F10 über den Großen Wannsee wird ganzjährig betrieben.
Sie ist mit 4,4 km die längste und mit jährlich rund 150.000 Fahrgästen die meistgenutzte Fährlinie. Bis Ende 2013 wurde im Sommer das Schiff Lichterfelde genutzt, und im Winter – wenn weniger Ausflügler unterwegs sind – die kleinere Tempelhof.
Die Fährleistung wurde zum Jahreswechsel 2013/14 neu ausgeschrieben, der Betrieb erfolgt weiterhin durch die Stern und Kreisschiffahrt. Das hierfür neu gebaute Schiff Wannsee befördert bis zu 300 Personen und ist barrierefrei zugänglich. Es ist seit dem 20. Januar 2014 im Einsatz.

### Linien auf Dahme und Spree (F11, F12, F21, F23)

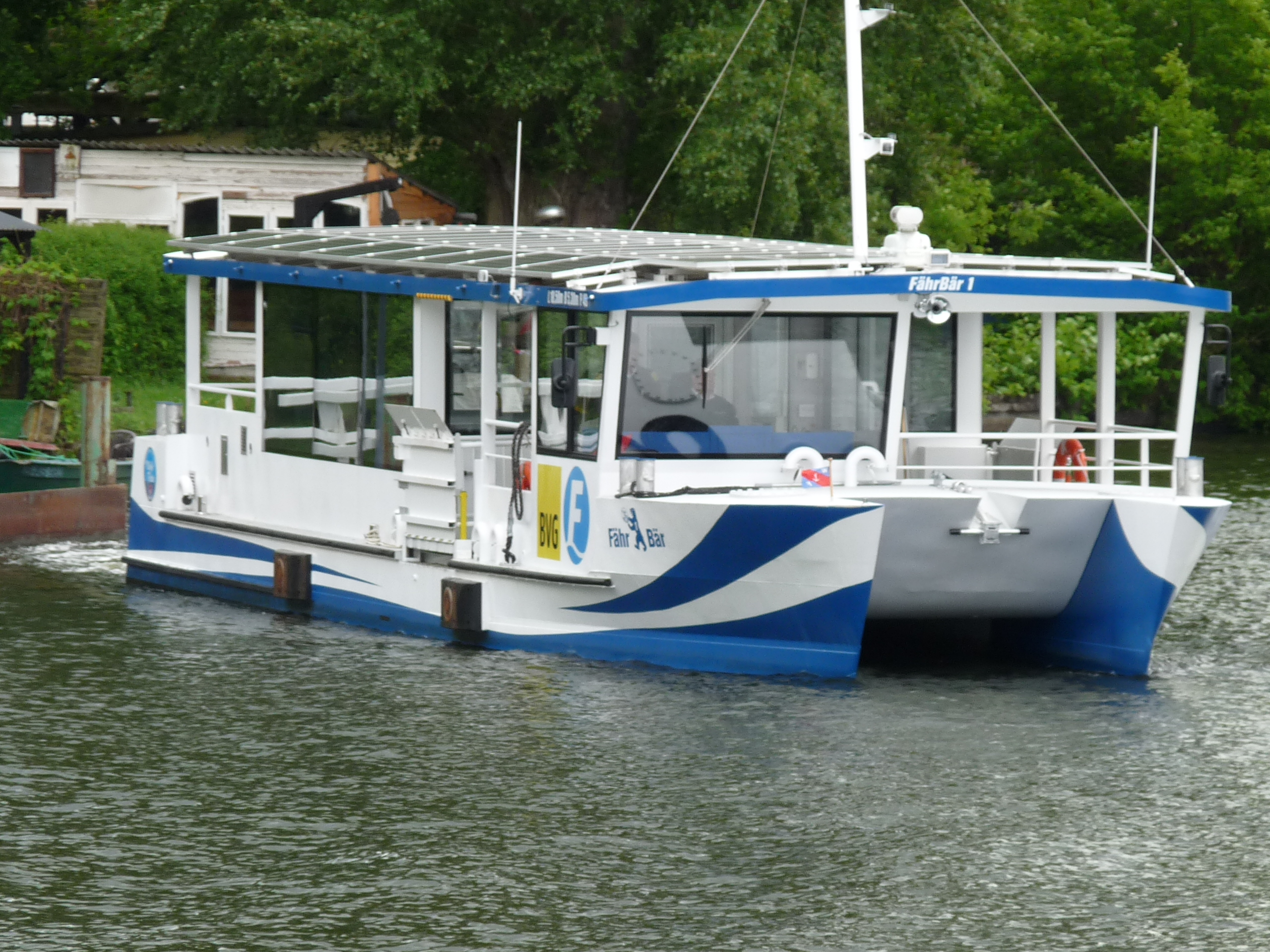
Elektrofähre FährBär 1 der BVG-Linie F11

Die Fährlinien F11 (Oberschöneweide, Wilhelmstrand – Baumschulenstraße) und F12 (Wendenschloß, Müggelbergallee – Grünau, Wassersportallee) werden ganzjährig betrieben, die Fährlinien F21 (Krampenburg – Schmöckwitz, Zum Seeblick) und F23 (Müggelwerderweg – Rahnsdorf, Kruggasse) saisonal von April bis Oktober.
Die Linie F11 zwischen Wilhelmstrand und Baumschulenweg ist eine der ältesten noch bestehenden Fährverbindungen Berlins, sie ging zur Gewerbeausstellung 1896 in Betrieb. Nach der Eröffnung der Minna-Todenhagen-Brücke sollte der Fährverkehr ursprünglich eingestellt werden. Aufgrund von Nutzerprotesten wird die Fähre weiterbetrieben.
Die in der Sommersaison verkehrende Fähre F21 führt von Schmöckwitz über die Dahme nach Krampenburg. Sie erschließt den dortigen Campingplatz sowie das Waldgebiet zum Wandern. Die Überfahrt dauert sieben Minuten. Die am gegenüberliegenden Ufer der Großen Krampe gelegene Anlegestelle Große Krampe wird nicht mehr angefahren. Eine im Nahverkehrsplan vereinbarte Prüfung zur Verlängerung bis nach Alt-Müggelheim fiel negativ aus, da die Umlaufzeit bei 90 Minuten liegen würde und ein zweites Fährschiff für einen Stundentakt auf dieser Strecke nicht zur Verfügung steht.

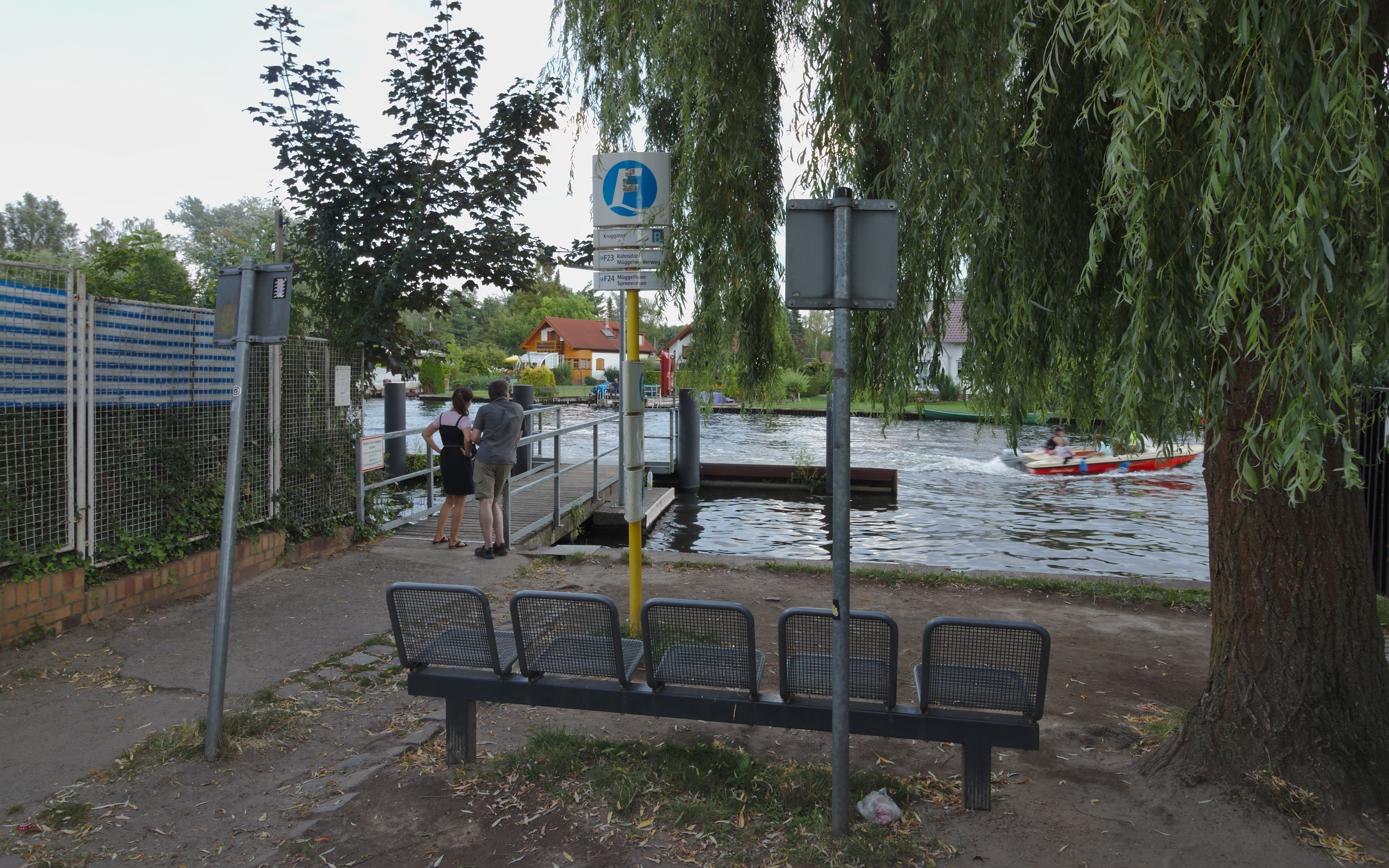
Haltestelle Kruggasse

Ebenfalls in den Sommermonaten verkehrt die Fähre F23 auf der Müggelspree von Müggelwerderweg über Müggelhort und Neu Helgoland bis Kruggasse. Sie erschließt das dortige Ausflugsgebiet. Die Fahrt für die gesamte Strecke dauert 25 Minuten. An der Anlegestelle Kruggasse besteht Übergang zur Ruderfähre F24.
Der Betrieb auf diesen vier Linien ging nach Neuausschreibung zum Jahreswechsel 2013/14 von der Stern und Kreisschiffahrt auf die Weiße Flotte Stralsund über. Infolgedessen werden seit Anfang 2014 emissionsarme und daher umweltfreundliche Solarfähren eingesetzt. Sie verfügen jeweils über 28 Sitzplätze, zwei Rollstuhlplätze sowie über zehn Fahrradstellplätze. Die Schiffe werden als FährBär 1 … 4 bezeichnet. Als Reserveboot dient die 2014 von der Stern- und Kreisschiffahrt an die Weiße Flotte Stralsund verkaufte ehemalige Fähre III, das nun ebenfalls den Namen Fährbär trägt.

### Ruderfähre (F24)

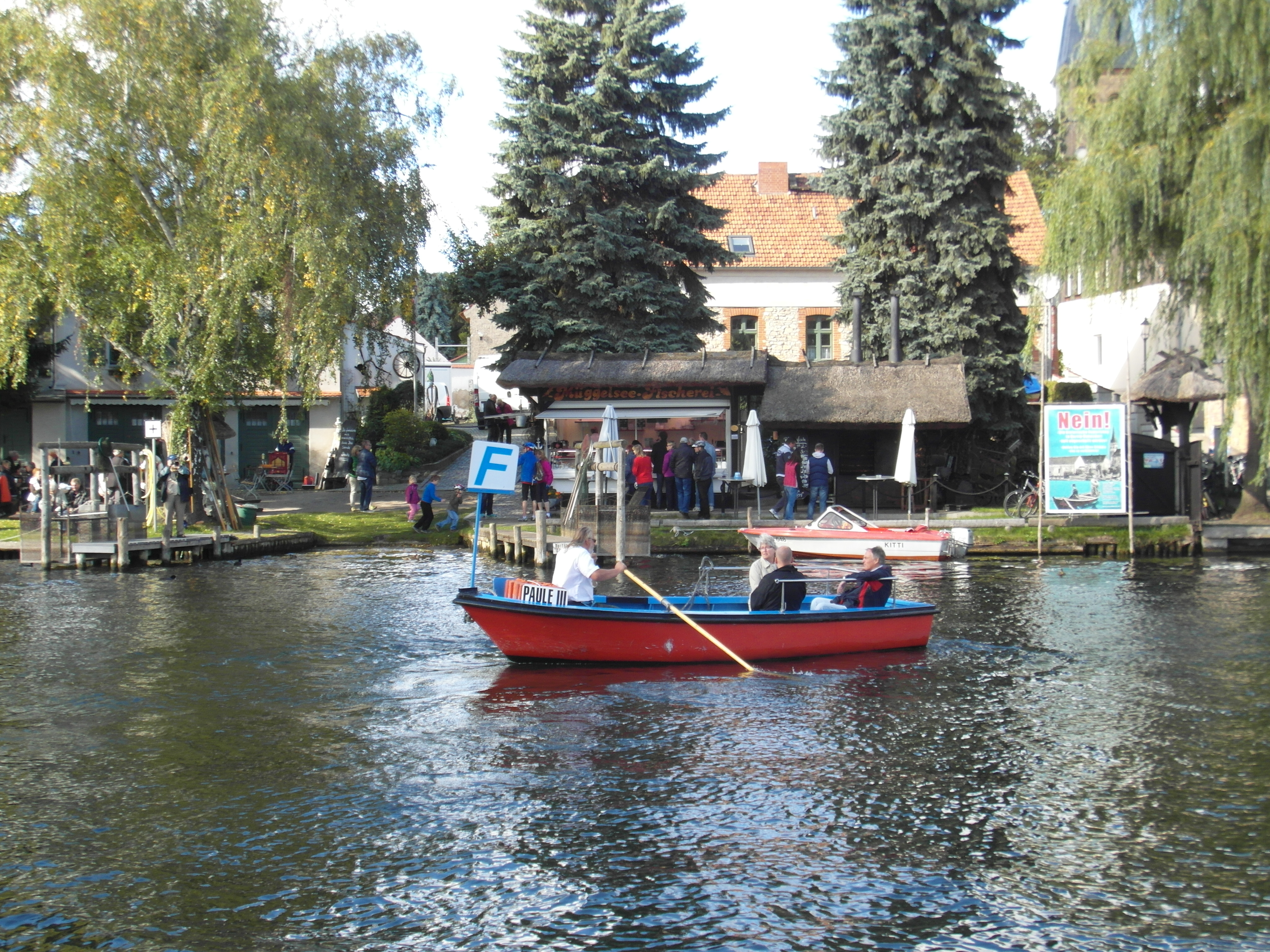
Fährlinie F24

Die Fährlinie F24 (Spreewiesen – Rahnsdorf) über die Müggelspree verkehrt von Mai bis Oktober.
Sie ist die kleinste der sechs BVG-Fähren und Deutschlands einzige Ruderfähre im Linienbetrieb eines Verkehrsunternehmens. Eingesetzt wird das Ruderboot Paule III (benannt nach dem Fährmann Paul Rahn), gebaut 1993 auf einer Duisburger Werft. Es ist fünf Meter lang und bietet Platz für acht Personen. Fahrräder werden nicht mehr befördert. Etwa 40 Mal am Tag setzt der Fährmann die 36 m über. Es existiert zwar ein Fahrplan, allerdings wird auch zu anderen Zeiten übergesetzt, sobald Personen an der Anlegestelle stehen. Das hat sich seit 1911, als der Rahnsdorfer Fischer Richard Hilliges mit dem Fährbetrieb begann, nicht geändert. Nach dem Ende der alten Verträge mit der Berliner Stern- und Kreisschifffahrt wurde der Betrieb der Fähre mit Ende der Saison 2013 eingestellt. Auf Initiative des Heimatvereins Köpenick konnte die Verbindung aber wiederbelebt werden. Dieser hatte 18.000 Unterschriften gesammelt und dem Berliner Senat übergeben. Am 1. Mai 2015 nahm die Ruderfähre wieder den Betrieb auf, sie verkehrt dann bis zum Saisonende im Herbst an Wochenenden und Feiertagen. In diesem Jahr transportierte sie von Mai bis Oktober insgesamt 7170 Fahrgäste sowie 2720 Fahrräder.
- Rahnsdorfer Fährmänner:
  - Richard Hilliges (1911–1942)
  - Richard Hörnke (1947–1978)
  - Paul Rahn (1978–2002)[15]
  - Ronald Kebelmann (2003–2017)[18]
  - Marcel Franke (seit 2018)[18]

## Weitere Fährverbindungen

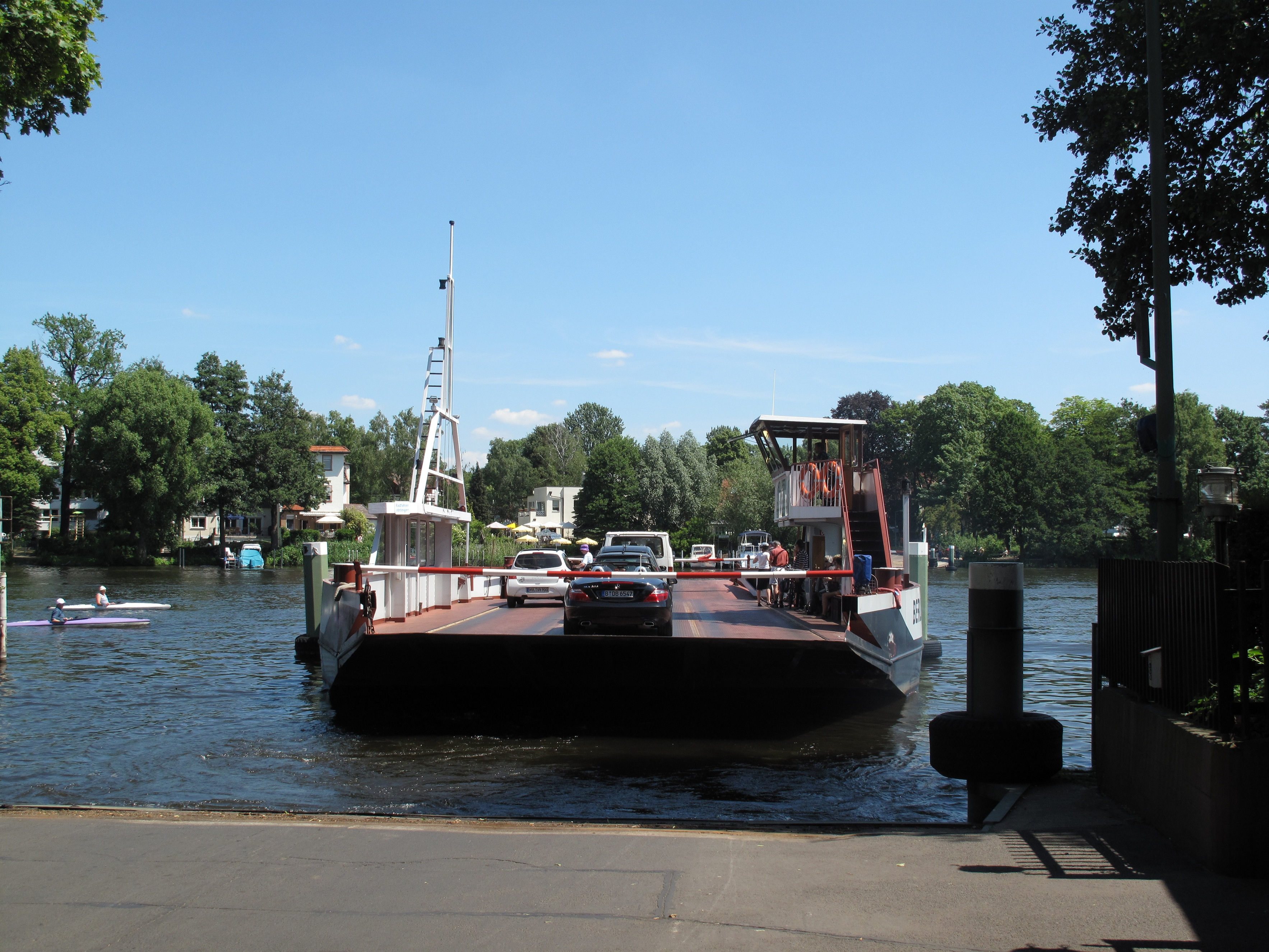
Fähre Hakenfelde–Tegelort

- Fähre Hakenfelde–Tegelort zwischen Hakenfelde/Aalemannufer und Konradshöhe (Ortslage Tegelort)/Jörsstraße
- Personenfähre Tegeler See mit den Anlegestellen Tegelort, Hakenfelde, Insel Valentinswerder, Saatwinkel (beide Ortsteil Tegel) und Havelspitze (Ortsteil Hakenfelde)[19]
- Fähre Pfaueninsel, die Fähre wird von der Stiftung Preußische Schlösser und Gärten betrieben.
- Fähre Scharfenberg auf dem Tegeler See zur Insel Scharfenberg (Ortsteil Tegel).
- Fähre Lindwerder auf der Havel zur Insel Lindwerder, Ortsteil Berlin-Nikolassee.
- Potsdamer Wassertaxi als Fährverbindung zwischen dem Krughorn im Berliner Bezirk Steglitz-Zehlendorf im Park von Klein-Glienicke und dem Potsdamer Ortsteil Sacrow.
- Fähre Reiswerder,[20] zugelassenes Fährfahrzeug Reiswerder mit der ENI-Nummer 04809070 stellt die Verbindung zwischen der Insel Reiswerder und der Bernauer Straße in Tegel her.

## Ehemalige Fährverbindungen (Auswahl)
- Dienstfähre Kraftwerk Oberhavel–Tegelort, Bärbelweg

Die ehemalige Dienstfähre vom früheren Kraftwerk Oberhavel nach Tegelort war nur Mitarbeitern des Kraftwerks vorbehalten. Seit 1914, als das Kraftwerk, damals noch mit Namen Kraftwerk Spandau, in Betrieb ging, gab es eine Fährverbindung, die noch mit Ruderbooten sichergestellt wurde. Nach 1945 wurden die Ruderboote durch ein Motorboot ergänzt. Ab den 1960er Jahren setzte die Bewag drei Fähren im Übersetzverkehr ein. Die Fähre 1 war 6,20 m lang und 1,15 Tonnen schwer und ein für zehn Personen zugelassenes Motorboot. Die Fähre 3 wurde  1967 gebaut, war 8,20 m lang und 2,67 Tonnen schwer. Sie wurde von einem Dieselmotor angetrieben und war für 15 Personen zugelassen. Die Fähre 2 wurde 1966 nach Nieder Neuendorf über die nahe Sektorengrenze abgetrieben und von der DDR einbehalten.
- Fähre Eiswerder

Ab 1880 brachte das von einer Dampfmaschine angetriebene Fährschiff Vulkan die Arbeiter des Königlich-Preussischen-Feuerwerkslaboratorium der Garnison Spandau auf die Insel Eiswerder und stellte die Verbindung zur Insel von Westen über die Havel sicher. Die 25,2 m lange Fähre Neptun kam 1889 hinzu. 1903 wurde die Eiswerderbrücke fertiggestellt und der Fährverkehr wurde eingestellt.
- Fähre Nieder Neuendorf–Heiligensee

Sie ist vermutlich die älteste Fährverbindung über die Havel im heutigen Stadtgebiet von Berlin und wurde bereits 1313 zum ersten Mal erwähnt.